# 松永真穂
松永 真穂（まつなが まほ、1993年1月23日 - ）は、日本の元DJ、元歌手、元声優、元アイドル。
StylipS、HAPPY!STYLE Rookies、水面下ノ空の元メンバー。DJとしてはDJ.まほちゆ名義で活動していた。

## 略歴
2008年
- 12月23日、『HAPPY! STYLE Xmas Special Talk LIVE "Tiny Xmas Fantasy"』にて初お披露目[4]。

2011年
- 3月、高校を卒業[5]。
- 4月、大学に進学[6]。
- 12月、StylipSのメンバーの一員として活動開始[7]。

2013年
- 4月13日、水面下ノ空の新ボーカルとしてミニアルバム『5色』を発売し、自身で作詞も担当した[8]。
- 9月28日、初のソロライブを昼、夜の2回公演で開催予定。
- 10月10日発売のPS3専用ゲーム『フェアリーフェンサー エフ』のオープニングテーマ「Resonant World」を松永真穂（from StylipS）名義で歌唱[9]

2016年
- 5月23日、同年5月20日付で所属事務所スタイルキューブを退所、StylipSからの卒業が決定。同時に声優業を引退し、今後はディスクジョッキーを主体に活動すると発表された[10]。

2018年
- 12月4日、水面下ノ空の活動を終了[11]。これに伴い、自身の芸能活動の一切を終了した[12]。

2022年
- 6月、noteを開設。自殺未遂による脊髄損傷で下半身不随となり車椅子生活となったこと、過去に躁鬱・アルコール依存症・摂食障害を患っていたこと、一般男性と入籍したことをそれぞれ明かしている[13][14][15][16]。

## 特徴
趣味はチアダンス、バトントワリング、料理、カラオケ。特技はバトントワリング。漢字検定4級、英語検定3級を所持。好きなバンドはUVERworld。愛読するファッション雑誌はCanCam。高校3年生の文化祭のミスコンで優勝している。
視力は2.0と良い方である。また、丸顔で童顔に見えることを自覚している。歯磨きが好き。前歯以外は全て乳歯だという。
ファンのことを「ヒーラー」と呼ぶ。
同じ事務所だった三澤紗千香を「よき親友でありよきライバル」と語っている。

## 出演
太字はメインキャラクター。

### テレビアニメ
- はなまる幼稚園（2010年、柚菜）
- この中に1人、妹がいる!（2012年、樫木来実）
- 咲-Saki- 阿知賀編 episode of side-A（2012年、二条泉[25]）
- ハイスクールD×D（2012年、リィ[26]）
- ラブライブ!（2013年 - 2014年、統堂英玲奈）- 2シリーズ
- 魔法戦争（2014年、女子生徒、新入生）

### 劇場アニメ
- ラブライブ!The School Idol Movie（2015年、統堂英玲奈）

### OVA
- OVAの中に1人、妹がいる!（2013年、樫木来実）

### Webアニメ
- 古町と団五郎（2014年 - 2015年、花野古町〈2代目〉[27]）

### ゲーム
2010年
- 超・ちゃぶ台返し!その2

2013年
- 咲-Saki- 阿知賀編 episode of side-A Portable（二条泉）
- 〜聖魔導物語〜（エターニャ）

2014年
- サウザンドメモリーズ（才測の魔導娘ボレロ、高潔の悪鬼クローア）
- ヒーローズプレイスメント（田代島にゃんこ）

2015年
- 咲-Saki- 全国編（二条泉）
- ラブライブ! スクールアイドルフェスティバル（統堂英玲奈）

### ラジオ
※はインターネット配信。
- ハイスクールD×D 駒王学園 裏オカルト研究部（2011年-2012年、HiBiKi Radio Station）
- 松永真穂の乙女★ろっく（2012年 - 2014年、超!A&G+）[33]
- のざP・松永真穂のライブドッグ!（2012年 - 2016年、超!A&G+）[34]

#### ラジオCD
- ラジオCD「ハイスクールD×D 駒王学園 裏オカルト研究部」

### 舞台
- アリスインプロジェクト「終わらない歌を少女はうたう[35]」（2017年9月13日 - 18日、新宿村LIVE）- ハジメ 役

### その他
- ゲーム『珍スポーツ』（2009年、「珍スポ応援団長」としてウェブ広告などに出演[36]）
- THE IDOLM@STER MOVIE 輝きの向こう側へ!（モーションアクター）
- ハイスクールD×D 連載動画企画『StylipSスター声優への道!』（AT-X、2012年1月1日 - 3月18日）

## ディスコグラフィ

### その他参加楽曲
| 発売日         | 商品名                                 | 歌                       | 楽曲                                                              | 備考                                                     |
| -------------- | -------------------------------------- | ------------------------ | ----------------------------------------------------------------- | -------------------------------------------------------- |
| 2009年5月27日  | もえ☆ダンス presented by アニメ☆ダンス | 松永真穂、枝川みるる     | 「プレパレード」                                                  |                                                          |
| 2009年12月17日 | 恋のデカリス                           | チームDEKARIS            | 「恋の無敵コマンド」 「難しいけど愛してる 〜デカリス〜」          | アーケードゲーム『テトリス・デカリス』挿入歌             |
| 2009年12月17日 | 恋のデカリス                           | チームDEKARIS            | 「Sweets×Sweets」                                                 | アーケードゲーム『テトリス・デカリス』挿入歌             |
| 2013年1月20日  | Hello,Little Monsters                  | 松永真穂、能登有沙       | 「VS→」                                                           |                                                          |
| 2013年4月13日  | 5色                                    | 水面下ノ空（松永真穂）   | 「いちばん星」 「朱い眼」 「青のカケラ」 「Snowy」 「ものがたり」 | 水面下ノ空のミニアルバム                                 |
| 2013年10月23日 | Resonant World/光                      | 松永真穂（from StylipS） | 「Resonant World」                                                | PS3ゲーム『フェアリーフェンサー エフ』オープニングテーマ |

### キャラクターソング
| 発売日        | 商品名                              | 歌     | 楽曲               | 備考                                   |
| ------------- | ----------------------------------- | ------ | ------------------ | -------------------------------------- |
| 2013年4月10日 | Notes of School idol days           | A-RISE | 「Private Wars」   | テレビアニメ『ラブライブ!』挿入歌      |
| 2014年8月27日 | Notes of School idol days 〜Glory〜 | A-RISE | 「Shocking Party」 | テレビアニメ『ラブライブ!』第2期挿入歌 |

### 映像作品
- 「はしれ、」MUSICVIDEO（水面下ノ空、2012年7月29日）